# Jabador

El jabador es un conjunto compuesto por tres piezas :pantalones, túnica y chaleco.

El jabador es un traje tradicional marroquí, usado  principalmente por los hombres en ocasiones especiales, como bodas, fiestas o ceremonias religiosas entre otros eventos formales. Esta prenda simboliza elegancia y clase, asímismo ofrece un confort óptimo, adaptado a las condiciones climáticas del país. (también puede ser usado por las mujeres). 

## Descripción
El jabador, suele constar de dos elementos principales :Una túnica larga y un pantalón a juego. La túnica es ancha y  está suelta al cuerpo, además es ligera y  suele estar decorada con hermosos bordados  en el cuello o las mangas. Está hecho de tejidos naturales como el algodón, la lana o, a veces, la seda para ocasiones aún más prestigiosas. Los pantalones, que son ligeramente ajustados o holgados, completan el conjunto y están diseñados para ofrecer comodidad y libertad de movimiento.
El jabador se usa a menudo con accesorios como babuchas ,que son unas zapatillas tradicionales marroquíes, también se  acompaña a veces con una chilaba (abrigo con capucha) o un caftán, especialmente en ocasiones muy  especiales. Dependiendo de la ocasión también se pueden añadir cinturones o bufandas decorativas. 
Aunque suela ser una prenda asociada a los hombres, también puede ser usado por mujeres, las cuales lo suelen usar sin la túnica, pero sí con joyas.  

### Historia y origen
Según algunos escritos del siglo XVI, el jabador era usado por la élite de la sociedad marroquí de la época: notables, comerciantes, embajadores.  
El jabador tiene sus raíces en la vestimenta tradicional del Magreb, donde se prefiere la ropa suelta y transpirable por ser más comoda y adecuada con los climas cálidos de la región. El jabador forma parte de la larga tradición de la vestimenta marroquí, como la chilaba y la takchita .
Esta prenda se ha vuelto popular en el Marruecos moderno, especialmente en las ciudades más grandes y entre las generaciones más jóvenes.

### Materiales y colores
Los materiales utilizados para fabricar el jabador varían, pero los tejidos ligeros y transpirables como el algodón y la lana son los más comunes. Para eventos más formales se utilizan a veces materiales más refinados como la seda, el terciopelo o tejidos bordados. Los jabadors varían en color, pero los tonos neutros (beige, gris, blanco, azul) son los más comunes. Las versiones más sofisticadas pueden incluir patrones geométricos o colores más brillantes.

### Ocasiones y uso
El jabador se usa principalmente durante bodas, festivales religiosos como el Eid y diversas celebraciones familiares o eventos culturales. Es bien querido por su capacidad de combinar comodidad y estilo, haciéndolo ideal para ocasiones que duran varias horas. El jabador también suele asociarse con accesorios tradicionales como babuchas o, a veces, joyas y bufandas.

### Evolución y modernización
Aunque el jabador es una vestimenta tradicional, ha evolucionado con el tiempo para adaptarse a las tendencias modernas. 
Las generaciones más jóvenes de marroquíes están adaptando el corte y el diseño del jabador conservando su esencia. Las versiones contemporáneas del jabador pueden incluir telas modernas, cortes más ajustados o patrones geométricos, respetando aún la elegancia y comodidad de la versión tradicional.